# Književni realizam
Književni realizam se javlja sredinom 19. veka u francuskoj literaturi i traje sve do ranog 20. veka.

## Realizam u književnosti
U nauci o književnosti javlja se u više značenja. 
Kao književnoistorijski tipološki pojam označava:
- književni i umetnički pravac koji nastoji da stvarnost prikazuje verno, bez strasti, objektivno i bezlično,
- stilsku formaciju, odnosno književnoistorijsku celinu kao nadindividualno i nadnacionalno stilsko jedinstvo,
- književnu epohu u kojoj dominira pravac realizma između tridesetih i devedesetih godina 19. veka.

Kao vanvremena kategorija, realizam označava:
- književni metod, (kompleks postupaka, izražajnih sredstava i umetničkih afiniteta), koji se javlja u svim književnostima od antike do danas. Realistički metod označava književnost koja prikazuje stvarnost kakva jeste, ali i kakva je moguća prema zakonu verovatnoće i nužnosti, odnosno književnost koja je uverljiva u odnosu prema objektivnoj stvarnosti.

## Nastanak pojma i širenje značenja
Termin realizam se najpre javlja u filozofiji 18. veka, dok se na književnost primenjuje tek od 19. veka. Šiler i Fridrih Šlegel među prvima su upotrebili ovaj pojam. Govoreći o «realizmu u pesništvu» ovim pojmom označavaju suprotnost idealizmu.
U francuskoj kritici pojam realizam susrećemo u jednom članku časopisa »« iz 1826. godine. Međutim, značenje književne škole ili pravca u Francuskoj zadobija tek u raspravama koje su se vodile oko Kurbeovih slika, i posebno zahvaljujući člancima Šanflerija objavljenim u njegovoj knjizi Realizam (La Realisme, 1857). U anglosaksonskim književnostima termin realizam se javlja od pedesetih godina 19. veka, mada pokreta pod tim nazivom nema sve do osamdesetih godina 19.v. U nemačkoj književnoj kritici javlja se termin poetski realizam u značenju suprotnom od onog koje je realizmu pridavala francuska kritika. U Italiji se osamdesetih godina 19. veka javlja realizam pod nazivom verizam. Pisarev svojim delom Realisti (1864) uvodi pojam realizam u rusku književnu kritiku, s tim što kod njega to još uvek nije književnoistorijski termin već oznaka za idejni stav dela ruske inteligencije. Pojam realizam uvodi u srpsku književnu kritiku Svetozar Marković (Pevanje i mišljenje, 1868; Realnost u poeziji 1870). Šenoa je prvi upotrebio ovaj pojam u Hrvatskoj sedamdesetih godina 19. veka, u kojoj se kao pravac realizam formirao tek početkom osamdesetih 19.v.
Početkom tridesetih godina sovjetska nauka o književnosti je usvojila tipologiju metoda koje se u istoriji smenjuju. Utvrđuje se da je realistički metod prisutan u zapadnoevropskoj književnosti od Ilijade i Odiseje do pisaca dvadesetog veka. U teorijskim raspravama se govori o «antičkom realizmu», «realizmu u srednjovekovnoj književnosti», «realizmu renesanse», «prosvetiteljskom realizmu», «romantičnom realizmu», «magičnom realizmu». U usvojenoj sovjetskoj tipologiji metoda realizam je suprotstavljen modernizmu u savremenoj književnosti. Međutim, francuski marksist Rože Garodi u svojoj knjizi Realizam bez obala primenjuje pojam realizam i na modernu književnost (dela Kafke i dr.) Za Eriha Auerbaha, (Mimezis, 1946) pojam realizam je vanvremenska i neistorijska kategorija.
Postepeno širenje značenja pojma iziskivalo je da se uvek tačno odredi u kom značenju je termin «realizam» upotrebljen.

## Poetička obeležja evropskog realizma
Realistički metod prisutan je od antike do danas. U osnovi ovog pojma je antički mimezis u značenju podražavanja stvarnosti. Polovinom 19. v. realistički metod postaje dominantan u zapadnoevropskoj književnosti. Prevladavanje realističkog metoda dovodi postepeno do izgrađivanja književnog pravca (Dragiša Živković koristi ovaj pojam u svojoj periodizaciji) realizma, odnosno stilske formacije (pojam koji uvodi Aleksandar Flaker i kojim se precizira značenje književnog pravca) realizma. Namera realističkih pisaca 19. v. nije puko podražavanje i prenošenje stvarnosti. Oni književnosti pridaju novu funkciju – gnoseološku, spoznavanja društvenih odnosa. Ta funkcija je u svojoj suštini društveno-analitička. Dovodeći u uzajamne odnose likove koji su socijalno-psihološki motivisani, realistički pisac podvrgava analizi posebne tipove društvenog ponašanja pružajući umetničkim sredstvima čitaocu spoznaju društvenih odnosa. 
Stilska formacija je književnoistorijski pojam koji uvodi Aleksandar Flaker, označavajući istorijski nastalo nadindividualno i nadnacionalno stilsko jedinstvo. Utvrđivanje odlika stilske formacije realizma postiže se stilskom interpretacijom srodnih književnih dela, a ne na osnovu programskih samoodređenja književnih pokreta ili škola. Stilsku formaciju realizma čine one zajedničke osobine koje povezuju nesporna realistička dela nastala sredinom 19. veka, one zajedničke crte koje razgraničavaju realizam od stilske formacije romantizma, i od onih književnoistorijskih pojava koje se unutar stilske formacije realizma razvijaju i označavaju početak njegove dezintegracije, odnosno raspadanja, a koje se obeležavaju opštim terminom – modernizam.
Za razliku od romantizma u realizmu prozni književni oblici ostvaruju dominaciju – roman, pripovetka, novela. Fabula je podređena temeljnom postupku realizma – otkrivanju likova. Fabula (tok radnje) se oblikuje tako da se lik podjednako prikaže i osvetli i kao društveno, i psihološko i intelektualno biće. Svojstvene su joj socijalno-psihološke motivacije. Ističe se čovekova uslovljenost društvenom i prirodnom sredinom. Deskriptivnost (opisi pejzaža, enterijera, portreta, karaktera, sredine, atmosfere) u realizmu je u funkciji socijalno-psihološke karakterizacije. Odlikuje se fotografskom preciznošću i detaljnošću. Česti su primeri metaforičke karakterizacije kada se opisom ambijenta predočavaju karakterne osobine ili psihološko stanje junaka. Realisti stvaraju reprezentativne književne likove - Ežen de Rastinjak (Balzak), Ema Bovari (Flober), Žilijen (Stendal), Ana Karenjina (Tolstoj). Realistički likovi nisu nosioci samo jedne karakterne osobine, već niza različitih, često iznenađujućih osobina. Oni nisu jednodimenzionalni, već reljefni i višedimenzionalni. Realistički oblikovani lik je promenljiv i prikazan u svom razvoju. Fabula se često i zasniva na praćenju promena kroz koje realistički lik u odnosima sa drugim ljudima prolazi. U skladu sa socijalno-psihološkim motivacijama likovi otkrivaju različite osobine u interakciji sa drugim likovima. Realizam je razvio teoriju o tipičnosti i načelu tipizacije i individualizacije, kao i načelo uverljivosti likova. Prema načelu tipičnosti realistički likovi su predstavnici svoga vremena, određenog prostora i društvene grupe. Realistički lik mora biti uverljiv, da podseća na stvarnog čoveka i u isto vreme individualizovan, poseban, različit od drugih. Realistički pripovedač se razlikuje od romantičara u težnji da se distancira od stvaranih likova, od sveta književnog dela, nastojeći da pripoveda objektivno. Realista izbegava da komentariše postupke svojih junaka. Zato preovladava forma pripovedanja u trećem licu, on-forma. Čak i kada je pripovedač prisutan u prvom licu, ja-forma, objektivnost se postiže zaklanjanjem pripovedača iza uloge tobožnjeg priređivača pronađenog rukopisa (pseudo-dokumentarna tehnika) ili tehnikom skaza (uvođenje junaka pripovedača koji okupljenima priča o događajima u kojima je učestvovao ili je bio svedok). Jezik pisca i likova se razlikuje. Pribegavaju diferenciranju jezika svojih likova, uvode se žargonizmi, dijalekti, sociolekti... Jezik postaje sredstvo karakterizacije i individualizacije likova. 
Pojava realizma se često dovodi u vezu sa usponom građanske klase. U to vreme cilj književnog stvaranja postaje spoznaja zakona društvenih odnosa. Književnost zadobija funkciju spoznavanja, suštinski društveno-analitičku, pa prema tome i kritičku. Takva ambicija pisaca podstaknuta je razvojem pozitivizma u nauci, i materijalizma u filozofiji. Analitičnost i kritičnost doprinose razvoju humorističnih i satiričnih žanrova. Realističko delo nastoji da prikaže društvenu stvarnost sa svim vrlinama i manama, sa klasnim antagonizmom, moralnim osobenostima i psihološkim karakteristikama. U tom svom nastojanju zahvata sve društvene slojeve i društvene grupe.

## Razvojne faze realizma
U stilskoj formaciji realizma u razvijenim književnostima mogu se izdvojiti posebne razvojne faze: rani realizam, tridesetih godina 19. veka (Balzak), Stendal, Dikens, Gogolj), razvijeni realizam, pedesete i šezdesete godine 19. veka (braća Gonkur, Flober, Dode, Takeri, Turgenjev, Gončarov, Keler) visoki realizam, (Dostojevski, Tolstoj), posle čega nastupa opadanje, odnosno dezintegracija realizma. Dezintegracija realizma se ogleda u narušavanju ravnoteže između socijalnog, psihološkog i intelektualnog sadržaja; u naglašenoj psihologizaciji likova, unošenju izrazito simboličkih vrednosti, nefunkcionalnosti opisa. To je period sedamdesetih i osamdesetih godina 19. veka u razvijenim zapadnoevropskim književnostima kada se razvijaju naturalistički i impresionistički oblici uz trajanje realističkih oblika. 

## Ruski realizam
Ruski realizam predstavlja period četrdesetih godina 19. vijeka i predstavlja zlatno doba ruske književnosti. U tom periodu žive i stvaraju mnoge značajne ličnosti ruske književnosti, među kojima su Fjodor Mihajlovič Dostojevski, Ivan Sergejevič Turgenjev, Nikolaj Vasiljevič Gogolj i Lav Nikolajevič Tolstoj.

## Predstavnici

### Američki realizam
- Mark Tven

### Francuski realizam
- Stendal
- Onore de Balzak
- Gistav Flober
- Gi de Mopasan
- Zola

### Ruski realizam
- Nikolaj Vasiljevič Gogolj
- Ivan Sergejevič Turgenjev
- Lav Nikolajevič Tolstoj
- Fjodor Mihajlovič Dostojevski

### Engleski realizam
- Čarls Dikens
- Vilijam Makpis Takeri
- Džordž Eliot
- Tomas Hardi

### Srpski realizam
- Jakov Ignjatović
- Milka Grgurova-Aleksić
- Svetozar Marković
- Milovan Glišić
- Laza Lazarević
- Simo Matavulj
- Draga Gavrilović
- Stevan Sremac
- Janko Veselinović
- Svetolik Ranković
- Branislav Nušić
- Kosara Cvetković
- Ivo Ćipiko
- Radoje Domanović
- Petar Kočić

### Hrvatski realizam
- August Šenoa
- Eugen Kumičić
- Ante Kovačić
- Janko Leskovar
- Ksaver Šandor Đalski

## Literatura
- Aleksandar Flaker, Stilske formacije, Zagreb
- Sava Penčić, Realizam, Cetinje
- O realizmu, Beograd, 1968. Priredio Sveta Lukić
- Dušan Ivanić, Srpski realizam, Novi Sad
- , O realizmu bez obala, Zagreb
- , , Beograd